# Another Place and Time
Another Place and Time – album amerykańskiej piosenkarki Donny Summer wydany w 1989 roku przez Atlantic Records.
Płyta była efektem współpracy z brytyjską grupą producencką Stock Aitken Waterman, bardzo popularną w tamtym czasie, która napisała prawie cały materiał. Wydawnictwo, utrzymane w tanecznym, popowym klimacie, cieszyło się o wiele lepszym przyjęciem niż dwa poprzednie albumy Summer, szczególnie w Wielkiej Brytanii, gdzie otrzymało status złotej płyty. Pierwszy singel „This Time I Know It’s for Real” dotarł do top 10 list sprzedaży zarówno w Europie, jak i Ameryce Północnej i był to ostatni tak duży przebój piosenkarki. Sporą popularnością okazały się też piosenki „I Don’t Wanna Get Hurt” i „Love’s About to Change My Heart”, a dwa ostatnie single, „Breakaway” i „When Love Takes Over You”, osiągnęły już niewielki sukces na listach.

## Lista utworów
1. „I Don’t Wanna Get Hurt” – 3:28
2. „When Love Takes Over You” – 4:13
3. „This Time I Know It’s for Real” – 3:38
4. „The Only One” – 3:55
5. „In Another Place and Time” – 3:22
6. „Sentimental” – 3:11
7. „Whatever Your Heart Desires” – 3:52
8. „Breakaway” – 4:04
9. „If It Makes You Feel Good” – 3:45
10. „Love’s About to Change My Heart” – 4:03

## Notowania
| Kraj                              | Pozycja | Certyfikat  |
| --------------------------------- | ------- | ----------- |
| Australia                         | 93      |             |
| Francja                           | 26      |             |
| Holandia (MegaCharts)             | 29      |             |
| Kanada                            | 60      |             |
| Niemcy (Media Control)            | 49      |             |
| Stany Zjednoczone (Billboard 200) | 53      |             |
| Szwajcaria                        | 23      |             |
| Szwecja (Sverigetopplistan)       | 16      |             |
| Wielka Brytania (UK Albums Chart) | 17      | złota płyta |